# Campo di Marte (San Pietroburgo)
Il Campo di Marte (in russo Марсово поле?, Marsovo pole) è una grande piazza nel centro di San Pietroburgo. Nel corso della sua lunga storia è stata alternativamente prato, parco, giardino di delizie, piazza d'armi militare, pantheon rivoluzionario e luogo di incontro pubblico.

## Storia
Lo spazio ora occupato dal Campo di Marte era inizialmente un'area aperta di terreno paludoso intorno all'Ammiragliato e alla residenza imperiale nel Giardino d'Estate. Fu prosciugato mediante lo scavo di canali nella prima metà del Settecento e inizialmente fungeva da parco, ospitando una taverna, l'ufficio postale e il serraglio reale. Popolare tra la nobiltà, diversi personaggi di spicco della società petrina stabilirono le loro residenze di città in tutto lo spazio a metà del XVIII secolo. Sotto Pietro il Grande fu predisposto con sentieri per passeggiate, a piedi e a cavallo, e ospitò parate e feste militari. Durante questo periodo, e sotto i successori di Pietro, fu chiamato il "prato vuoto" e il "grande prato". Le imperatrici Anna ed Elisabetta costruirono qui i loro palazzi estivi, e li luogo fu trasformato in un parco di divertimenti con padiglioni e passerelle per le passeggiate. I teatri furono costruiti sulla terraferma e, con il patrocinio imperiale, la piazza divenne il "Prato Caricyn". Nuove case a schiera e palazzi si svilupparono lungo i confini della piazza e sull'argine della Neva. Durante i regni degli imperatori Paolo I e di suo figlio Alessandro I, la piazza assunse uno scopo marziale, con la costruzione di monumenti militari tra la fine del XVIII e l'inizio del XIX secolo. In riconoscimento di ciò e del suo ruolo nell'ospitare rassegne e parate militari, fu ribattezzato "Campo di Marte" nel 1805.
La piazza faceva parte dell'ulteriore sviluppo dell'area da parte dell'architetto Carlo Rossi alla fine degli anni 1810, coinvolgendo nuovi edifici lungo il perimetro e l'estensione di strade e facciate. Durante il XIX secolo il Campo di Marte ospitò alternativamente grandi rassegne militari e feste pubbliche. All'inizio del XX secolo vi si svolgevano manifestazioni sportive e altre attività ricreative. Dopo il febbraio 1917 la piazza divenne il luogo di sepoltura cerimoniale di un certo numero di persone uccise durante la Rivoluzione di febbraio. La costruzione di un memoriale, il Monumento ai combattenti della rivoluzione, ebbe luogo tra il 1917 e il 1919 al centro del Campo di Marte. Il monumento divenne il centro di uno dei primi pantheon di coloro che morirono al servizio del nascente stato sovietico e si ebbero sepolture di alcuni dei morti della Rivoluzione d'ottobre e della Guerra civile russa, così come di figure di spicco del governo, tra il 1917 e il 1933. Tra il 1918 e il 1944 il Campo di Marte fu ribattezzato "Piazza delle vittime della rivoluzione". La piazza venne trasformata in orto per aiutare a nutrire la città durante l'assedio di Leningrado e ospitava anche una batteria di artiglieria. I restauri ebbero luogo dopo la guerra, inclusa l'installazione della prima fiamma eterna in Russia. Nel periodo post-sovietico il Campo di Marte è diventato un luogo popolare per manifestazioni e proteste.

## Posizione

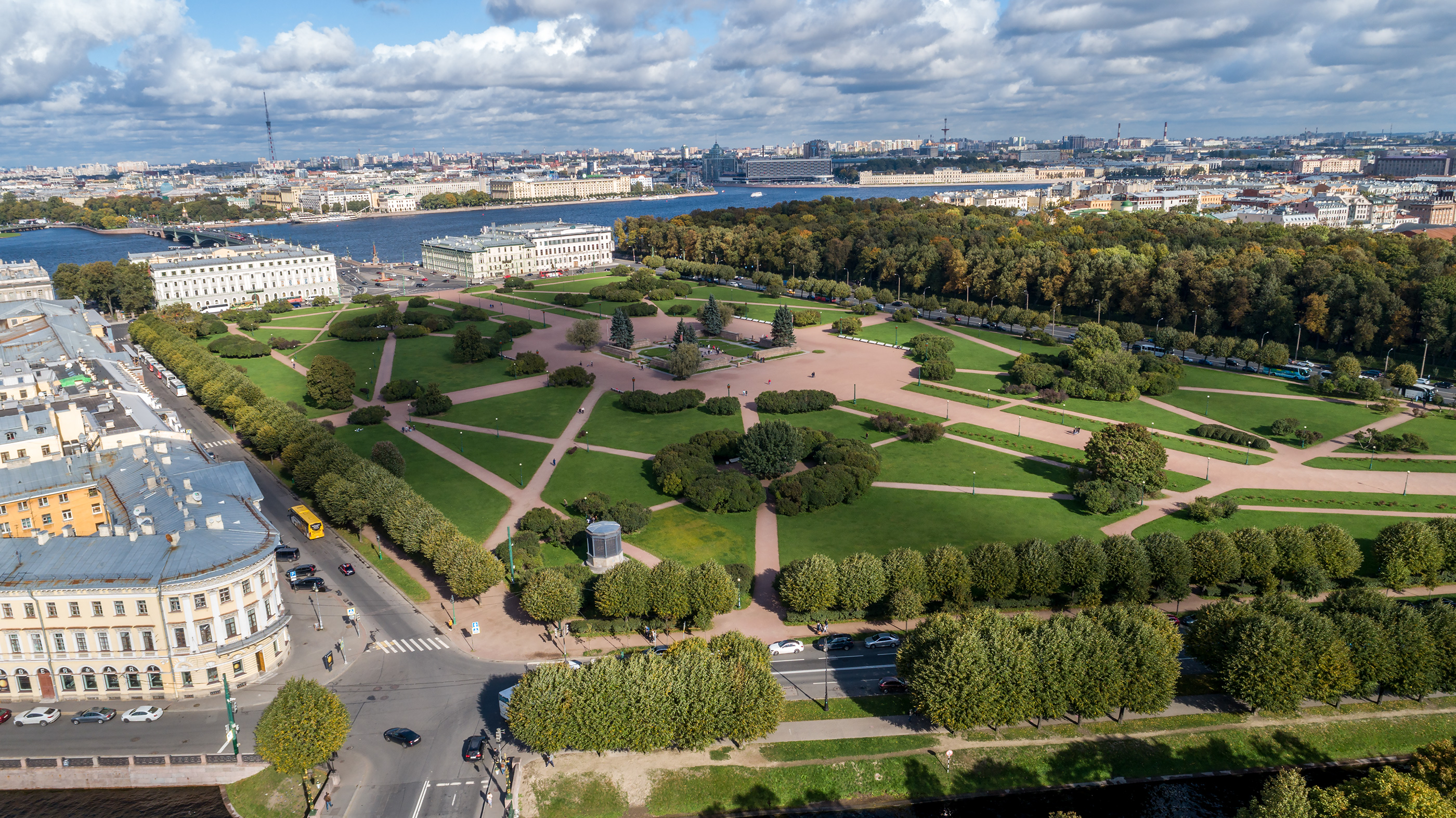
Vista attraverso il Campo di Marte, guardando a nord. In primo piano è il corso del fiume Mojka, con la Neva sullo sfondo.

La piazza copre un'area di quasi 9 ettari. Al confine con il Campo di Marte a nord si trovano il Palazzo di Marmo, Piazza Suvorov, il Betskoj e le Case Saltykov, separate dalla piazza da via Millionnaja. A ovest si trovano le ex caserme del reggimento Pavlovskij. Il fiume Mojka costituisce il confine a sud, di fronte al quale si trova il Palazzo e il giardino Michajlovskij. Il lato est è delimitato dal Canale dei Cigni, che separa il Campo di Marte dal Giardino d'Estate.

## Periodo imperiale

### Parco Pietrino
All'inizio del XVIII secolo la superficie che alla fine divenne il Campo di Marte era un'area paludosa con alberi e arbusti, situata tra la Neva a nord, e i fiumi M'a (ora Mojka) e Krivuša (ora Canale Griboedov fino al sud. Con l'istituzione della residenza imperiale nel Giardino d'Estate, nel 1704, l'area divenne una zona cuscinetto separando la proprietà reale dal resto della città. Tra il 1711 e il 1721 vennero scavati due canali, il Cigno e il Rosso, rispettivamente ad est e ad ovest, con lo scopo di prosciugare il terreno.  Ciò creò un appezzamento di terreno approssimativamente rettangolare, inizialmente chiamato semplicemente Pustoj (in russo Пустой?), che significa "vuoto", dopo l'abbattimento degli alberi, e dal 1720, il "grande prato" (in russo Большой Луг?, Bol'šoj Lug).

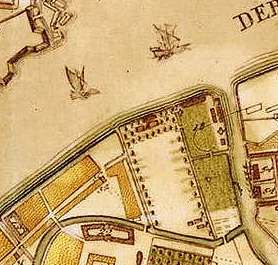
Il sito del futuro Campo di Marte, mostrato su una mappa della città del 1737.

Una taverna fu costruita nella parte nord-occidentale del terreno nel 1712, ricostruita nel 1714 come ufficio postale. Tra il 1713 e il 1717 l'area ospitò il serraglio reale, contenente vari uccelli e animali, tra cui un elefante. Con la costruzione del Canale Rosso, il serraglio fu trasferito in via Chamovaja (ora via Mochovaja). Con il completamento del Canale Rosso, nel 1721, il bordo occidentale del Grande prato divenne un sito popolare per la nobiltà per costruire grandi case a schiera. Quelli che si stabilirono nell'area includevano Carlo Federico di Holstein-Gottorp, Aleksandr Ivanovič Rumjancev, Adam Vejde e Pavel Jagužinskij, e la figlia di Pietro il Grande, Elisabetta Petrovna. Con i canali scavati per portare via l'acqua, la terra fu ben presto prosciugata e, per ordine di Pietro il Grande, fu spianata, sgombrata e seminata d'erba, con viuzze predisposte per passeggiate a piedi e a cavallo. Il Grande prato divenne un luogo per parate e feste militari. Qui si tennero le celebrazioni del Trattato di Nystad del 1721, con un arco trionfale costruito per commemorare il trattato. L'area divenne nota come "Campo dei divertimenti" (in russo Потешное поле?, Potešnoe pole). Vi venne installato il Globo Gottorp  poco dopo il suo arrivo a San Pietroburgo, ospitato negli ex quartieri degli elefanti. Fu costruito un edificio speciale per questo e aperto al pubblico per un certo periodo, prima che il globo fosse spostato alla Kunstkamera sull'Isola Vasil'evskij nell'estate del 1726.

### Prato imperiale
Durante il regno dell'imperatrice Caterina I, il campo era chiamato il "Prato di fronte al Palazzo d'Estate" (in russo Луг перед Летним дворцом?, Lug pered Letnin dvorcom), e durante il regno dei suoi successori l'imperatrice Anna e l'imperatrice Elisabetta, divenne la sede dei loro palazzi estivi, progettati da Bartolomeo Rastrelli. Sotto l'imperatrice Anna, la terra veniva utilizzata per ospitare esercitazioni militari e sfilate per due settimane ogni autunno. Dopo queste sfilate gli ufficiali cenavano nel Palazzo d'Estate, mentre i soldati mangiavano sul prato. Nel febbraio 1740 l'imperatrice Anna ordinò dei miglioramenti alla piazza, compresa la piantumazione di alberi e la rimozione di alcuni edifici. L'architetto Michail Zemcov progettò 24 padiglioni da giardino e supervisionò la creazione di nuovi percorsi e la piantumazione di alberi eseguita da Harmen van Bol'es e dal suo apprendista Il'a Surmin. Al centro della piazza venne collocata una fontana decorata con draghi, delfini e mascheroni da Konrad Osner. Ulteriori lavori ebbero luogo all'inizio del regno dell'imperatrice Elisabetta, con nuove passerelle e piantumazione di alberi. La piazza divenne nota come "Promenade" (in russo Променад?) e continuò a ospitare attrazioni e chioschi nei giorni festivi. Era ancora un luogo popolare per le residenze dei ricchi e dei potenti, con l'ex residenza del Duca di Holstein-Gottorp donata dall'imperatrice Elisabetta al suo favorito, Aleksej Grigor'evič Razumovskij. In quel periodo c'erano anche le residenze del medico di corte Jean Armand de Lestocq e del comandante militare Stepan Fëdorovič Apraksin. 

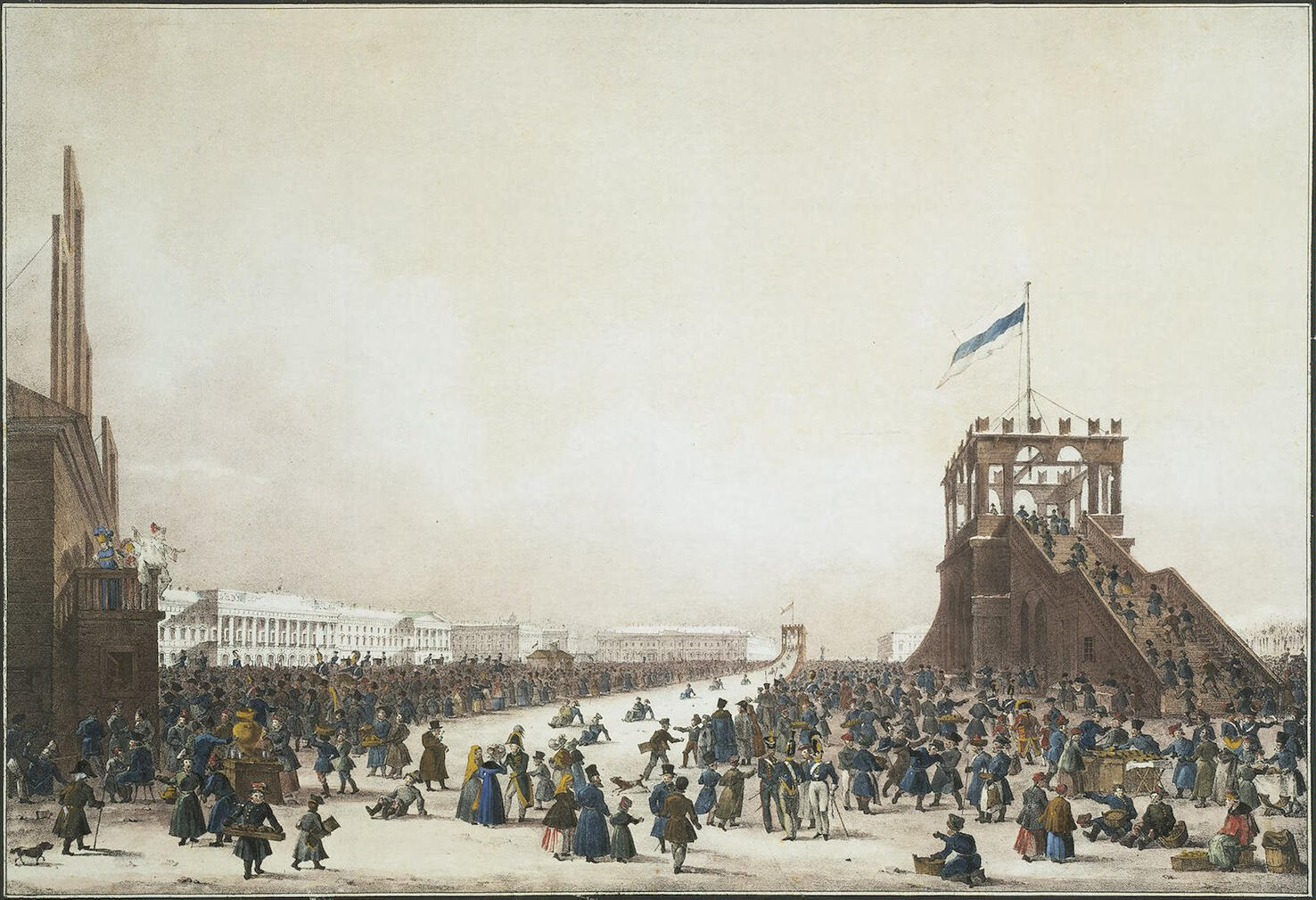
Piste da pattinaggio sul ghiaccio e altre attrazioni sul campo negli anni 1820.

Nel 1750 vi fu costruito un teatro, progettato da Rastrelli, in sostituzione di uno precedente che si trovava all'angolo tra il Canale Griboedov e la Prospettiva Nevskij ma era bruciato nel 1749. Il nuovo teatro era costruito in legno su fondamenta in pietra e aveva tre ordini di palchi. Fu costruito da 353 soldati dei reggimenti di guarnigione e fu completato il 25 aprile. Ospitò la sua prima rappresentazione, un'opera comica, il 3 maggio, divenendo il primo teatro d'opera in Russia. Alla fine cadde in rovina e fu demolito verso la fine del Settecento. Dal 1751 l'area di fronte al Palazzo d'Estate divenne nota come "Prato di Caricyn". Ospitò anche il Teatro Malyj sulle rive del Mojka, ed è stata la sede di una troupe tedesca guidata da Karl Knipper, che si esibiva con gli alunni della Casa fondazione della città. Fu ricostruito nell'ottobre 1781 per ordine di Caterina la Grande e continuò ad ospitare spettacoli. Ivan Dmitrevskij, attore della troupe, e in seguito il suo regista, organizzò la presentazione delle prime produzioni di opere comiche di Denis Ivanovič Fonvizin, tra cui Il brigadiere e Il minore.  Il teatro ospitò anche rappresentazioni delle opere di Caterina e la prima rappresentazione de Il barbiere di Siviglia Pierre-Augustin Caron de Beaumarchais in Russia. Il Teatro Malyj fu infine demolito nel 1797 per ordine del nuovo imperatore Paolo I. Il ponte del Teatro, parte del ponte tripartito, ricorda l'esistenza del teatro.
La città continuò ad espandersi durante la seconda metà del Settecento e furono costruiti grandi palazzi e case a schiera lungo il confine settentrionale del prato, lungo l'argine della Neva. Il Palazzo di Marmo fu il primo, costruito tra il 1765 e il 1785. Georg Friedrich Veldten progettò l'edificio lombardo di tre piani per sostituire la residenza Razumovsky sul lato ovest del prato, all'incrocio con la prestigiosa via Millionnaja. Una grave inondazione, nel 1777, danneggiò o distrusse molte delle caratteristiche del lungoneva, dopodiché iniziarono a svolgersi nuovamente le parate militari. Ciò portò al completamento della distruzione dei prati e della vegetazione.  Il Canale Rosso fu riempito nel 1780, diventando una carreggiata, a cui fu dato il nome di via Caricynskaja nel 1798. L'espansione attraverso la facciata sulla Neva continuò negli anni 1780 con la costruzione dell'ala di servizio del Palazzo di marmo, il Betskoj e le Case Saltykov.

### Piazza d'armi militare
Nel 1799 un obelisco, progettato da Vincenzo Brenna, fu innalzato al centro del campo in onore di Pëtr Rumjancev-Zadunajskij, e nel 1801 fu inaugurato il Monumento Suvorov, di Michail Kozlovskij, sul lato sud del campo. Durante il breve regno di Paolo I, il Prato Caricyn fu utilizzato principalmente per parate militari e esercitazioni, e suo figlio, Alessandro I trasferì i terreni dalle autorità cittadine a quelle militari. Il 16 maggio 1803 furono eretti sul terreno giostre, bancarelle e altri padiglioni di divertimento per le celebrazioni del centenario della fondazione di San Pietroburgo. La natura marziale dell'area fu rafforzata con la ridenominazione del Prato Caricyn in "Campo di Marte" nel 1805, in commemorazione di Marte, il dio della guerra nella mitologia romana, nelle cui vesti Kozlovskij aveva raffigurato Aleksandr Vasil'evič Suvorov nel suo monumento. Il nuovo nome faceva anche riferimento al Campo Marzio a Roma e al Campo di Marte a Parigi, tracciando paralleli e affermando che anche San Pietroburgo doveva essere considerata una grande capitale europea. Il nome "Prato Caricyn" tuttavia continuò ad apparire su alcune mappe fino al 1917. Puškin riconobbe il legame militare nella sua poesia del 1833 "Il cavaliere di bronzo".

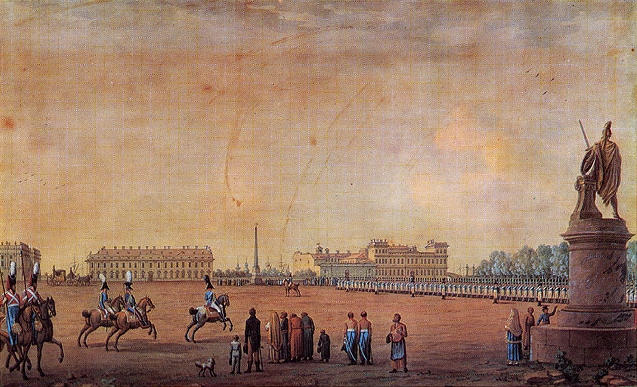
Il Campo di Marte all'inizio del XIX secolo, di Benjamin Patersen.

L'uso militare ridusse la superficie erbosa rimanente in polvere, che quando sollevata dagli stivali dei soldati si spandeva in tutta la città, spesso posandosi sugli alberi del vicino giardino estivo, e facendo guadagnare al Campo di Marte il soprannome di "Sahara di San Pietroburgo".
La successiva ristrutturazione dell'area avvenne nel 1818, ad opera dell'architetto Carlo Rossi come parte dello sviluppo del complesso architettonico a sud, centrato attorno al Palazzo Michajlovskij. L'obelisco Rumjancev venne rimosso e sistemato sull'Isola Vasil'evskij, mentre il monumento a Suvorov venne sistemato in una nuova piazza, successivamente denominata piazza Suvorov, a nord del Campo di Marte sulla riva della Neva, tra il Palazzo di Marmo e quello Saltykov. Tra il 1817 e il 1821 venne costruito un grande palazzo lungo il lato ovest della piazza, su progetto di Vasilij Petrovič Stasov, per ospitare le caserme del Reggimento Pavlovskij, con altri edifici tra il fiume Mojka e il sud dell'edificio del Reggimento Pavlovskij. Nel 1823, nella ristrutturazione del Campo di Marte e del Palazzo Michajlovskij, la via Sadovaja venne estesa al margine orientale del Campo di Marte, raggiungendo la strada parallela al Canale dei Cigni, connettendosi con via Millionaja che attraversava il lato nord della piazza.

La Parata in celebrazione della fine della campagna militare nel regno di Polonia, sul prato Caricyn a San Pietroburgo il 6 ottobre 1831, di Grigorij Černecov

Dal 1820 il Campo di Marte divenne il sito principale per le parate militari a San Pietroburgo. Le riviste della Guardia imperiale si tenevano ogni maggio, prima della partenza della famiglia imperiale per le sue residenze estive, insieme a sfilate per celebrare eventi importanti. Il 23 settembre 1829 si tenne una preghiera dopo la fine della guerra russo-turca e una parata nel 1831 celebrò la fine delle ostilità con la Polonia dopo la rivolta di novembre. Questa sfilata è stata raffigurata in un dipinto di Grigorij Černecov, ora conservato nelle collezioni del Museo russo. Un'altra sfilata si tenne sul campo il 21 aprile 1856, segnando lo scioglimento cerimoniale dei reggimenti della milizia nazionale che era stata sollevata dal servizio durante la guerra di Crimea.
Le parate militari di maggio vennero abolite durante il regno di Alessandro III ma poi ripristinate da Nicola II.

### Feste

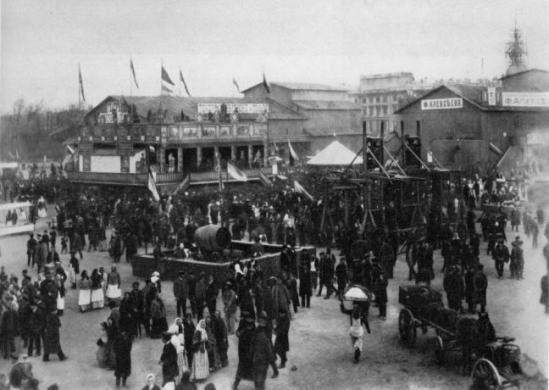
Teatri, attrazioni e stand sul Campo di Marte nel 1890

Dal 1869 tornarono ad essere organizzate feste popolari sul Campo di Marte, eventi come Maslenica, Pasqua, l'onomastico dell'Imperatore, le incoronazioni dei nuovi imperatori, e il 30 agosto, il giorno della festa della città del Santo patrono, Aleksandr Nevskij. Sul campo furono allestite bancarelle, giostre e altri intrattenimenti.
Prima del 1872 la piazza Admiraltejskaja era stata utilizzata anche come sede di feste, ma la disposizione del Giardino di Alessandro fece sì che non ci fosse più spazio per le bancarelle e il Campo di Marte divenne l'unico luogo di spettacolo della città. Oltre agli intrattenimenti, si tenevano anche gare sportive, con attività come arrampicarsi su un palo unto e camminare su un tronco rotolante. Nel 1867, preoccupate per gli alti livelli di ubriachezza in città, le autorità imposero restrizioni alla vendita di alcolici durante i giorni festivi. Nell'agosto 1867 circa 100.000 persone si radunarono sul Campo di Marte, senza un solo arresto per ubriachezza. Nel 1892 un dodicenne ricevette un servizio di porcellane per aver vinto il concorso per i tronchi rotolanti. Le feste si tenevano in occasione delle sfilate dei Reggimenti Semënovskij, Preobrazenskij, dal 1897 fino al 1907, quando furono bandite le feste sul Campo di Marte. Fu in questo periodo che fu costruita una torre per ospitare un telescopio. Venne fatta una proposta per costruire una pista ciclabile sul Campo di Marte, ma alla fine non si riuscì ad ottenere finanziamenti sufficienti. Gli eventi sportivi continuarono a svolgersi sul campo durante i primi anni del XX secolo. Ospitò il campionato del mondo di pattinaggio di velocità nell'inverno del 1903 e nel 1913 vi si tenne la prima partita di hockey inter-città. La squadra di San Pietroburgo "Sport" venne battuta 2 a 6 da un club inglese. Quell'anno fu costruita una pista di pattinaggio in cemento su progetto di Yevgeny-Karl Schröter, ma il biglietto d'ingresso era relativamente costoso: 55 copechi nel pomeriggio, 1 rublo e 10 copechi la sera. L'edificio venne considerato in grado di sminuire l'insieme architettonico esistente, e poco dopo fu smantellato. 

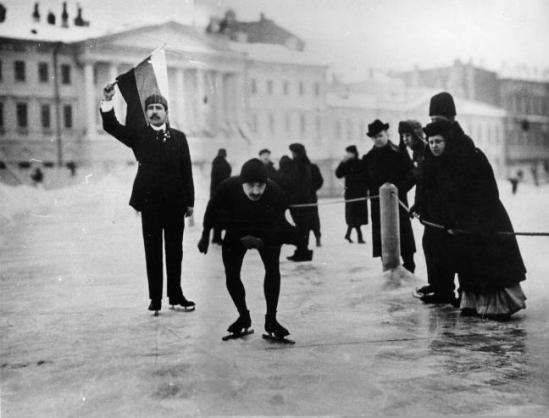
Pattinaggio sul Campo di Marte nel 1914

Un'altra attrazione apparve nell'inverno 1910-1911 con le renne portate sul campo e offerte ai cittadini per l'equitazione. Vjačeslav Popov, un ricco Komi, aveva perso la maggior parte del suo gregge a causa di una malattia. Portò gli animali rimasti a San Pietroburgo, sul Campo di Marte, offrendoli per corse pubbliche per cinque copechi al giro. Di conseguenza, guadagnò un po' di soldi e gli venne anche concessa un'udienza con Nicola II. Varie proposte furono fatte per sviluppare il Campo di Marte all'inizio del XX secolo. Una proposta nel 1906 prevedeva la creazione di un edificio, progettato dall'architetto Marian Lalewicz, per ospitare la Duma di Stato. Un altro un teatro dell'opera utilizzando i progetti di Victor Schröter, e un progetto del 1909 suggeriva la creazione di un parco o giardino con un monumento all'imperatore Alessandro II progettato da I.S. Kitner. Altre proposte fallite includevano quella, nel 1913, di restituire l'Obelisco Rumyantsev al Campo di Marte e la creazione di un centro commerciale con un hotel, un ristorante e un ufficio postale. Nonostante questi rifiuti, diversi progetti vennero realizzati. Nel 1909, il dipinto panoramico di Franz Roubaud, "La difesa di Sebastopoli", fu esposto sul Campo di Marte in uno speciale padiglione progettato da Vasilij Šene. Sul campo venne installato un telescopio per consentire ai cittadini di osservare l'eclissi solare del 17 aprile 1912.  Anche prima dello scoppio della prima guerra mondiale, sul campo si trovavano l'Osservatorio di Urania e un cinema estivo, chiamato "Montagne americane". Durante la guerra il campo veniva utilizzato per immagazzinare cataste di legna da ardere.

## Periodo rivoluzionario e sovietico

### Sepolture rivoluzionarie

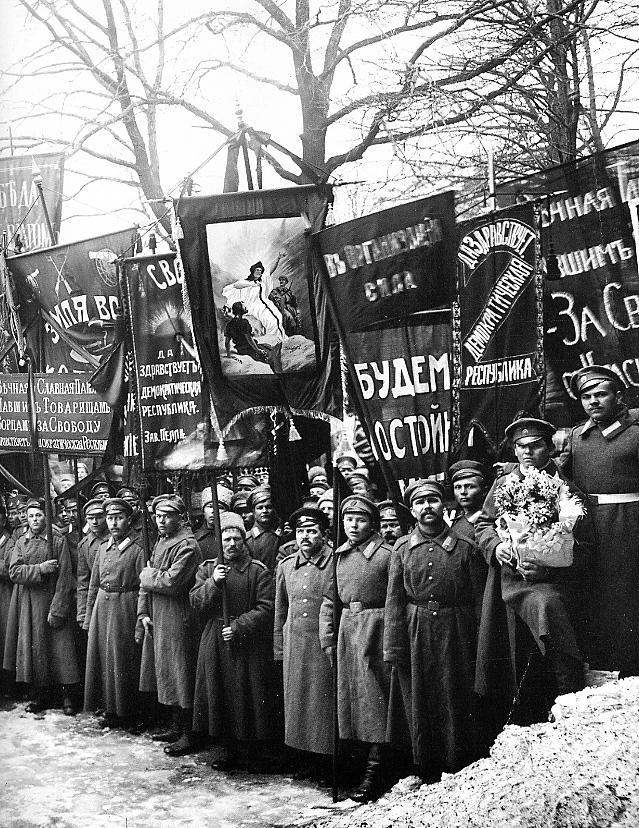
I funerali delle vittime della Rivoluzione di febbraio.

Dopo la Rivoluzione di febbraio, il Soviet di Pietrogrado decise di creare un cimitero comunale in onore di coloro che erano stati uccisi nei disordini e fu scelto il Campo di Marte. Una considerazione importante fu quella di collocare la presunta Assemblea Costituente sul Campo di Marte, che poi si sarebbe affacciata su un monumento a coloro che erano morti durante la rivoluzione. Al centro del Campo di Marte vennero scavate quattro grandi fosse. 

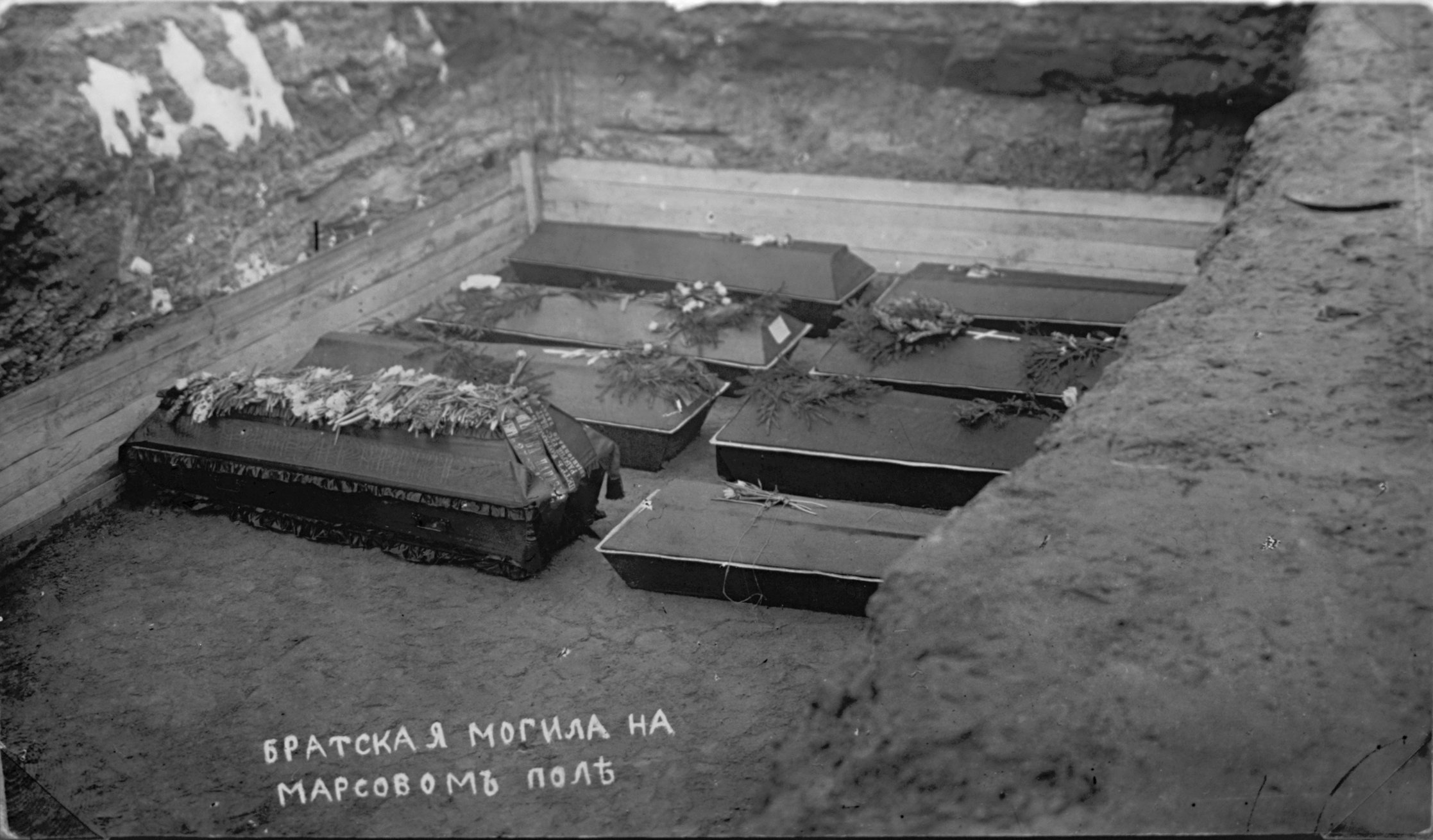
Bare nella fossa comune

Le sepolture erano previste per il 5 aprile 1917 ma prima di questa data circolava la notizia che non ci sarebbero stati riti funebri. I parenti dei morti si affrettarono a reclamare le salme per seppellirle in altri cimiteri con i riti tradizionali. Alla fine solo 184 vittime furono sepolte sul Campo di Marte, di cui 86 soldati, 9 marinai, 2 ufficiali, 32 operai, 6 donne, 23 persone per le quali non è stato possibile determinare lo stato sociale e 26 morti sconosciuti. Il Soviet cittadino dichiarò il 5 aprile giornata libera dal lavoro, e molti cittadini si presentarono per accompagnare i cortei funebri, che portavano i morti dagli ospedali e dalle cappelle sparse in tutta la città. Le tombe erano state preparate facendo saltare trincee nel terreno ghiacciato, con la calata di ogni bara segnata da un colpo di cannone dalla Fortezza di Pietro e Paolo. Secondo una stima, circa 800.000 persone assistettero ai funerali. Un concorso per la progettazione del memoriale fu vinto da Lev Rudnev e il 7 novembre 1919 fu inaugurato il Monumento ai combattenti della rivoluzione. Intorno al memoriale erano incisi epitaffi di Anatolij Vasil'evič Lunačarskij, Commissario del popolo per l'istruzione.

### Pantheon sovietico
Le sepolture dei morti della Rivoluzione di febbraio diedero inizio alla tendenza che il Campo di Marte sarebbe diventato un pantheon di coloro che morirono al servizio della rivoluzione e della conquista del potere sovietico. La prima sepoltura individuale, quella di V. Volodarskij, ebbe luogo il 23 giugno 1918. Volodarskij, un membro del Presidium del Comitato esecutivo centrale panrusso, era stato assassinato tre giorni prima. Ulteriori sepolture ebbero luogo nello stesso anno, quando furono sepolti alcuni dei morti della Rivoluzione d'Ottobre. Altre sepolture negli anni seguenti includevano Moisej Solomonovič Urickij, presidente della Čeka di Pietrogrado, assassinato nell'agosto 1918, Semën Nachimson, ucciso nella rivolta di Jaroslavl' nel luglio 1918, il comandante della guerra civile A.S. Rakov nel 1919 e il membro del Comitato esecutivo centrale Semyon Voskov nel 1920. Il Campo di Marte continuò ad essere utilizzato come sede di parate militari e campo di addestramento durante questo periodo, ospitando una rassegna dei primi "ufficiali rossi" il 18 settembre 1918. Nel primo anniversario della Rivoluzione d'ottobre il Campo di Marte fu ribattezzato "Piazza delle Vittime della Rivoluzione", e talvolta fu chiamato "Piazza delle Tombe delle Vittime della Rivoluzione".

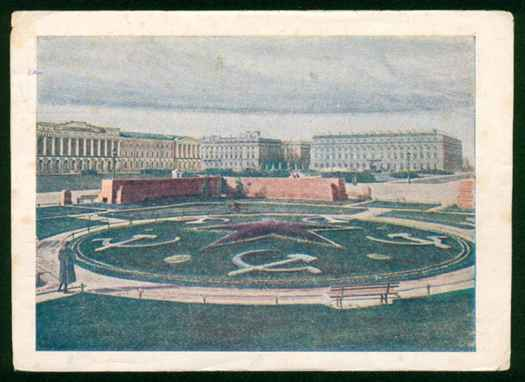
Un monumento ai sacrifici sovietici, il Campo di Marte tra le due guerre

La disposizione della piazza è stata ulteriormente sviluppata in seguito all'installazione del monumento, con giardini e percorsi su progetto di Ivan Fomin. Il primo Subbotnik, un sabato dedicato al volontariato, si tenne il 1º maggio 1920, con 16.000 abitanti della città che lavoravano per piantare più di 60.000 cespugli e alberi sulla piazza, creando sentieri e vicoli e rimuovendo i rifiuti. Il 19 luglio 1920 il Campo di Marte fu visitato dai delegati del II Congresso dell'Internazionale Comunista, guidato da Vladimir Lenin. La riprogettazione fu completata nel 1921 e il 25 ottobre la piazza fu trasferita all'amministrazione dei giardini e dei parchi della città. Nel 1922 il Comitato dell'Internazionale socialista e il Comitato esecutivo centrale panrusso proposero la creazione di un monumento alla Rivoluzione d'ottobre, ma il progetto non fu mai realizzato.  L'ultima sepoltura sulla piazza, quella del segretario del comitato cittadino di Leningrado del PCUS Ivan Gaza, ebbe luogo l'8 ottobre 1933.

### Uso bellico e memoriale del dopoguerra

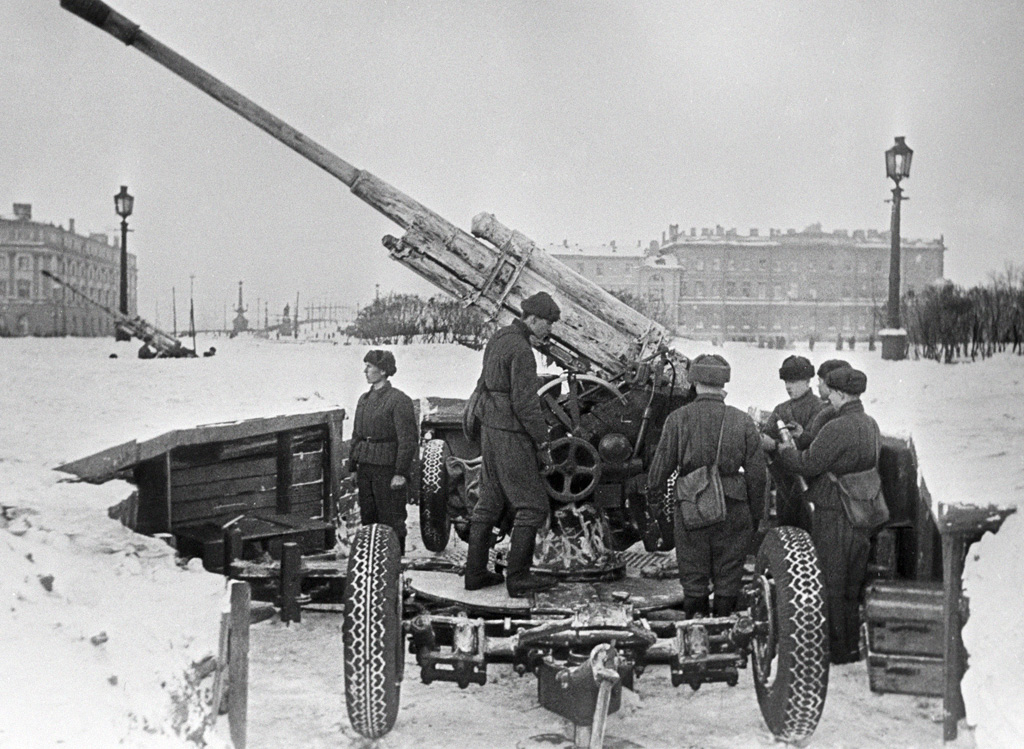
Cannoni antiaerei sul Campo di Marte nel marzo 1942

La piazza fu allestita con orti durante l'estate 1942 per aiutare a nutrire la città durante l'assedio di Leningrado. Sul campo c'erano anche sei batterie antiaeree, oltre a trincee per fornire riparo dai bombardamenti. L'antico nome della piazza, Campo di Marte, fu restaurato il 13 gennaio 1944. La piazza subì un'ulteriore ricostruzione tra il 1947 e il 1955, con una fiamma eterna accesa al centro della piazza il 6 novembre 1957, in ricordo delle vittime di varie guerre e rivoluzioni. La fiamma, accesa dalla fornace a focolare aperto della Officine Kirov, è stata la prima fiamma eterna in Russia. La fiamma del Campo di Marte è stata utilizzata anche per accendere la fiamma eterna al cimitero commemorativo di Piskarëvskoe il 9 maggio 1960 e in altri monumenti commemorativi a San Pietroburgo. La fiamma fu consegnata a Mosca nel 1967 e l'8 maggio accese la fiamma eterna sulla tomba del milite ignoto vicino al muro del Cremlino.

## Periodo post-sovietico
La piazza è stata nuovamente ricostruita tra il 1998 e il 2001. Sono stati piantati oltre 3.800 nuovi cespugli e alberi e sono stati riparati i sentieri e i prati. È stato anche restaurato il Monumento ai combattenti della rivoluzione, riacceso il 14 novembre 2003 con una fiamma ancora una volta prelevata dalla fornace della fabbrica di Kirov. All'inizio degli anni 2000, con il parcheggio e il trasporto in città che diventava problematico, vennero fatte proposte per costruire un parcheggio sotto il Campo di Marte, ma la presenza di tombe ha portato i residenti a opporsi a questi progetti. Nel 2014 il monumento è stato restaurato da esperti del Museo statale di sculture urbane.

### Luogo di incontro pubblico

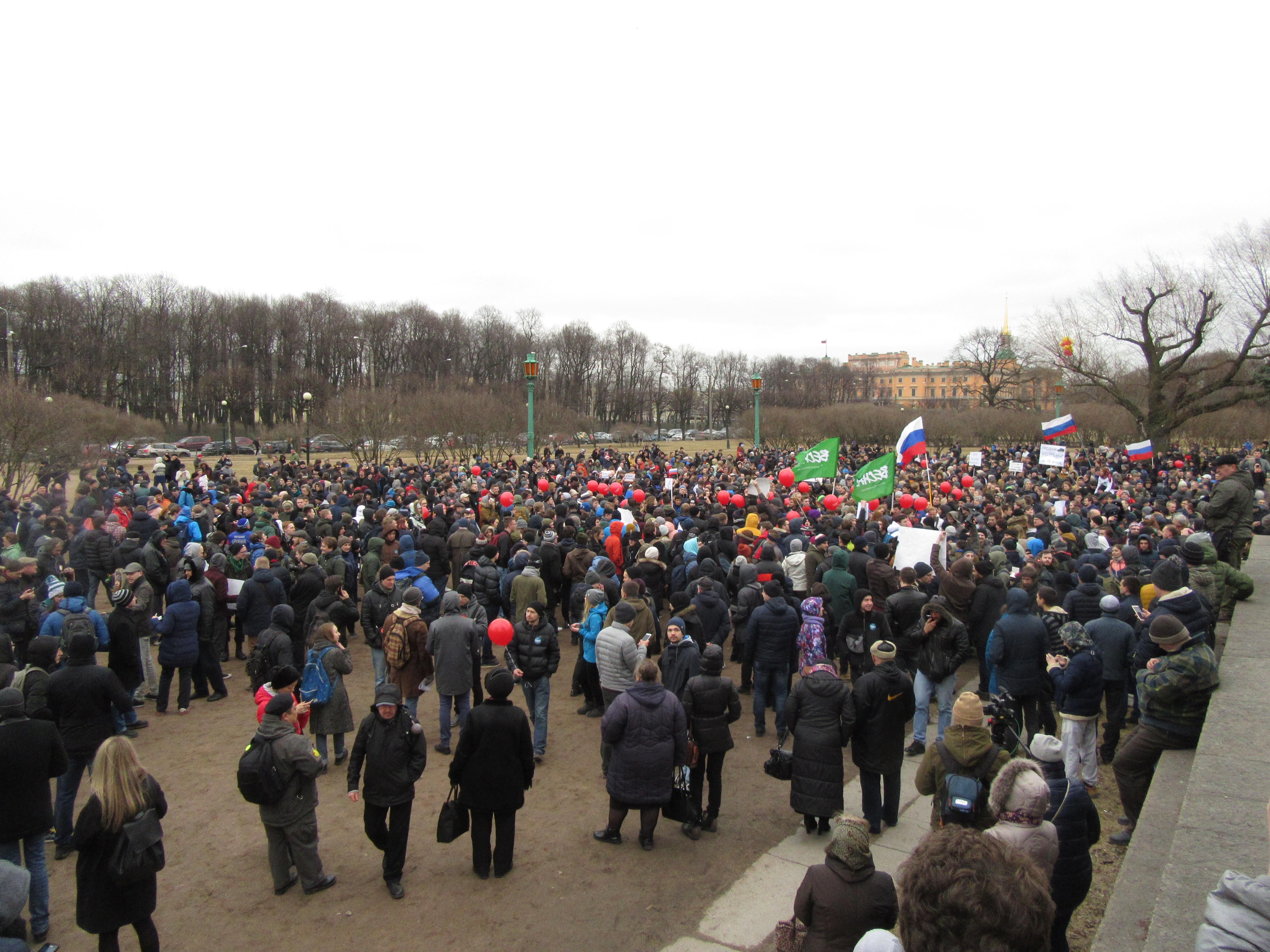
Una manifestazione contro la corruzione sul Campo di Marte il 26 marzo 2017

Verso la metà degli anni 2000, il Campo di Marte era diventato un luogo popolare per manifestazioni e proteste su questioni come prigionieri politici, elezioni eque, misure anti-corruzione, e altro. Questo status è stato riconosciuto, nel dicembre 2012, quando la piazza è stata designata un "Hyde Park" dal Governatore di San Pietroburgo Georgij Poltavčenko, rendendola un "luogo appositamente designato in città per la discussione collettiva di questioni socialmente significative e l'espressione dei "sentimenti pubblici dei cittadini". Il 12 giugno 2017 si è tenuta una manifestazione particolarmente affollata, alla presenza di oltre diecimila persone. La polizia ha arrestato 658 persone, compreso Maksim Reznik, un deputato dell'Assemblea legislativa di San Pietroburgo e diversi giornalisti. Nell'agosto 2017 Poltavčenko ha revocato lo status di "Hyde Park" del Campo di Marte, citando la natura delle sepolture e del monumento che lo rendeva un luogo inappropriato per i raduni.